# NGC 5777
NGC 5777 (другие обозначения — UGC 9568, MCG 10-21-34, ZWG 296.18, FGC 1822, IRAS14499+5910, PGC 53043) — спиральная галактика (Sb) в созвездии Дракон.
Этот объект входит в число перечисленных в оригинальной редакции «Нового общего каталога».
В галактике вспыхнула сверхновая SN 2001dc типа IIp, её пиковая видимая звездная величина составила 18,5.